# Loreta Graužinienė

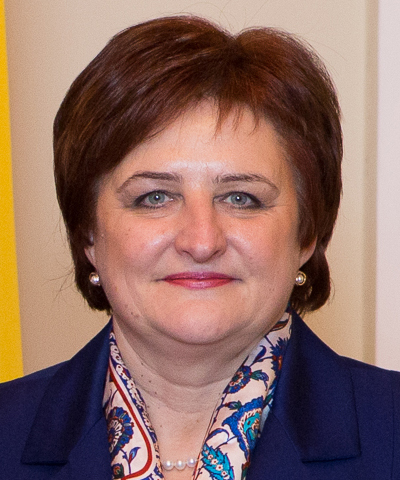
Loreta Graužinienė (2015)

Loreta Graužinienė (geb. Šniokaitė; * 10. Januar 1963 in Rokiškis) ist eine litauische Wirtschaftsprüferin und ehemalige Politikerin, Seimas-Mitglied, Vorsitzende des Seimas der Republik Litauen.

## Leben
Ab 1977 lebte Loreta Šniokaitė in Lentvaris und ab 1979 in Žiežmariai in der Rajongemeinde Kaišiadorys. Nach dem Abitur 1981 an der Mittelschule Žiežmariai absolvierte sie 1992 das Studium der Buchhaltung an der Fakultät für Wirtschaft der Lietuvos žemės ūkio akademija. Von 1983 bis 1984 arbeitete sie als Buchhalterin im „Žiburio“-Kolchos in der Rajongemeinde Ukmergė. Von 1994 bis 2004 lehrte sie in der höheren Schule der Landwirtschaft in Ukmergė. 1997 wurde sie Wirtschaftsprüferin.
2007 wurde Graužinienė als Mitglied zum Rat der Rajongemeinde Ukmergė ausgewählt.
Ab 2004 war sie Mitglied im Seimas, von Oktober 2013 bis November 2016 Vorsitzende des Seimas (zweite Frau in dieser Position nach Degutienė).
Graužinienė ist Mitglied von Darbo partija. Sie war Parteivorsitzende der Darbo partija (leiboristai).

## Familie
Graužinienė ist verheiratet und mit dem Mann Julius Graužinis (* 1942) hat die Söhne Eimantas (* 1987) und Julius (* 2002).